# 岡部和慶
岡部 和慶（おかべ かずよし、1927年 - 2010年）とは、日本の孔版家。ガリ版の職人・指導者。
多色刷りの技術、写真・クレヨン画・水彩画・油絵・木版画・浮世絵・水墨画のように見える技術など、様々な技術を駆使して作品を作り上げる。文字においても、楷書体・ゴシック・明朝体・新聞活字などを使い、3ミリ・2ミリの文字で冊子を作ったり、A3より大きな紙のポスターを作ったりしている。
立体製版 、クレヨン画のような描き方、還元法 といった様々な技術を、挿し込む絵に取り入れていた。2008年 ｢第5回 北九州技の達人｣に認定・表彰。